# Veľký Horeš
Veľký Horeš (węg. Nagygéres) – wieś (obec) na Słowacji położona w kraju koszyckim, w powiecie Trebišov. Pierwsze wzmianki o miejscowości pochodzą z 1214 roku. 
Według danych z dnia 31 grudnia 2012 roku, wieś zamieszkiwały 1032 osoby, w tym 528 kobiet i 504 mężczyzn.
W 2001 roku rozkład populacji względem narodowości i przynależności etnicznej wyglądał następująco:
- Słowacy – 14,53%
- Romowie – 0,7%
- Ukraińcy – 0,1%
- Węgrzy – 84,08%

Ze względu na wyznawaną religię struktura mieszkańców kształtowała się w 2001 roku następująco:
- Katolicy rzymscy – 25,77%
- Grekokatolicy – 13,03%
- Ewangelicy – 1,39%
- Ateiści – 2,49%
- Nie podano – 0,6%